# Joaquim Antônio Alves Ribeiro
Joaquim Antônio Alves Ribeiro, também conhecido como Alves Ribeiro (Icó, 9 de janeiro de 1830 — Fortaleza, 2 de maio de 1875) foi médico brasileiro.
Primeiro brasileiro a se formar em medicina na Universidade Harvard, nos Estados Unidos, no ano de 1853, voltou para sua terra natal, onde se tornou "médico da pobreza", lidando com doenças e endemias típicas das regiões pobres do país. Primeiro profissional contratado pela Santa Casa de Misericórdia de Fortaleza, Alves Ribeiro ajudou a lidar com problemas de saúde pública e trouxe inovações tecnológicas na área médica ao Brasil. O médico ainda fundou o primeiro museu do Ceará, a partir de uma coleção de objetos de história natural, como fósseis, penas e amostras de rochas, que reuniu durante a vida.
Publicou um livro para auxiliar parteiras onde não havia acesso a médicos e foi o criador de uma das primeiras publicações médico-científicas do país, batizada de "A Lancêta", numa provável alusão ao periódico tradicional científico inglês The Lancet.

## Biografia
Pouco se sabe sobre sua vida antes de sua ida para os Estados Unidos. Alves Ribeiro nasceu em Icó, na então província do Ceará, em 1830. Era um dos dezessete filhos de Manuel Alves Ribeiro e de Alexandrina Mendes Ribeiro. Seu pai tinha terras e criava gado para o fornecimento de couro. É possível que os contatos de seu pai com algum comerciante estrangeiro tenha facilitado sua ida para os Estados Unidos, que na época tinha universidades mais baratas do que aquelas na Europa, o destino preferido de muitos brasileiros em busca de formação superior.
Após se formar em 1853, Alves Ribeiro voltou ao Brasil, onde precisou revalidar o diploma antes de poder atuar como médico no país. Após cumprir essa etapa pela Faculdade de Medicina da Bahia, o médico se mudou para o interior do Rio Grande do Norte, onde foi contratado para lidar com uma epidemia. Ficou cerca de um ano na região, mas decidiu ir embora devido às péssimas condições de trabalho e ao atraso dos salários. Atendia tanto brasileiros quanto estrangeiros, já que falava inglês e francês.
Deixando o Rio Grande do Norte, Alves Ribeiro retornou para o Ceará, onde desde a década de 1830, o governo mantinha um cargo conhecido como "médico da pobreza". Função instituída durante o governo de José Martiniano Pereira de Alencar, pai do escritor José de Alencar, o médico da pobreza era pago pelo governo da província para atender as pessoas com problemas de saúde que não tinham dinheiro para custear uma consulta particular. Era a única maneira de oferecer algum tipo de atendimento a quem mais precisava em um cenário onde não existia qualquer rascunho de saúde pública.
Em março de 1871, foi criado o primeiro hospital de caridade do Ceará, a Santa Casa de Misericórdia, ainda em funcionamento, de onde Alves Ribeiro se tornou seu primeiro médico. Ele também trouxe tecnologias médicas inovadoras na época, como o insensibilizador, um aparelho que borrifava éter para anestesiar os pacientes e diminuir a dor durante procedimentos cirúrgicos, como amputações, extrações de dentes, queima de tumores e até cesarianas.
Alves Ribeiro também criou o periódico científico A Lancêta, um dos primeiros do gênero no Brasil, em 1862, que tratava de temas relacionados a medicina, fisiologia, cirurgia e química, entre outros, para um público especializado. Foi médico do hospital de Caridade de Fortaleza, cirurgião da Guarda Nacional, cavaleiro da Imperial Ordem da Rosa (2 de dezembro de 1858) e de Cristo (12 de outubro de 1867), sócio correspondente da Imperial Academia de Medicina do Rio de Janeiro, da Sociedade Médica de Massachusetts, da Sociedade de História Natural de Frankfurt, da Sociedade Auxiliadora da Indústria Nacional.
Foi casado com sua prima, Adelaide Smith de Vasconcelos, filha de José Smith de Vasconcelos e de sua esposa Francisca Mendes da Cruz Guimarães, primeiros barões de Vasconcelos.

## Morte
Joaquim Antonio Alves Ribeiro morreu em 2 de maio de 1875, em Fortaleza, aos 45 anos, devido a um câncer de estômago.